# Fairey Firefly
Fairey Firefly – brytyjski pokładowy samolot myśliwski i rozpoznawczy, skonstruowany w 1941 roku w wytwórni Fairey Aviation Company.

## Historia

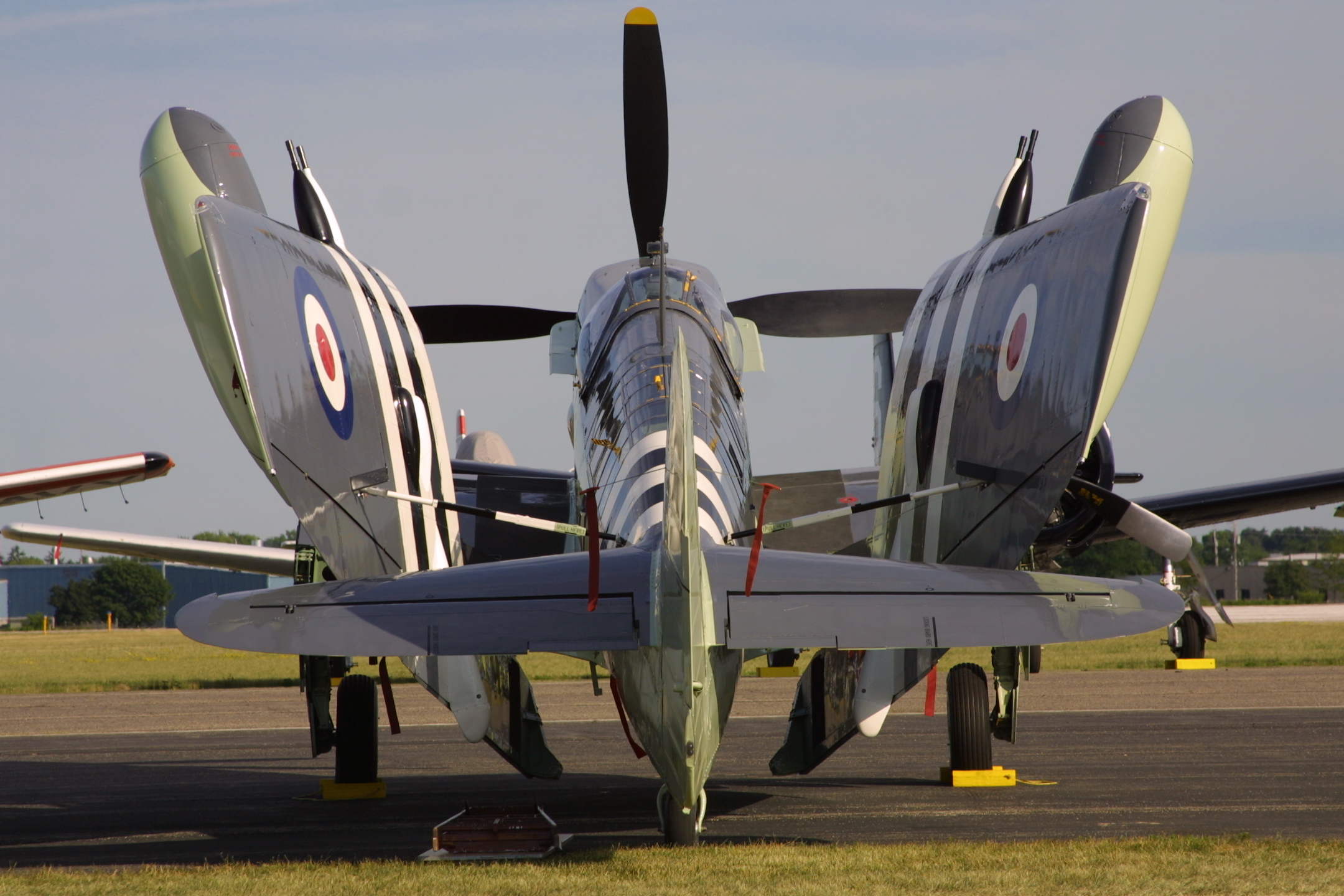
Samolot Fairey Firefly ze złożonymi skrzydłami

W 1938 roku brytyjskie Ministerstwo Lotnictwa (Air Ministry) opracowało specyfikację N.5/38 i N.6/38. Zawierały one wymagania taktyczno-techniczne, które postawiono dla dwumiejscowego samolotu pokładowego. Miał on zostać skierowany do lotnictwa morskiego - Fleet Air Arm, FAA. Pierwsza specyfikacja mówiła o klasycznym uzbrojeniu przednim, druga natomiast wymagała obrotowej wieżyczki strzeleckiej. Na podstawie tych specyfikacji miały powstać samoloty zastępujące dotychczasowe maszyny Blackburn Skua i Blackburn Roc. Postawienie wymagania maszyny dwumiejscowej było wynikiem doświadczeń, gdzie uznano, że pilot nie poradzi sobie jednocześnie z wieloma zadaniami jak: łączność radiowo-nawigacyjna, prowadzenie walki powietrznej, rozpoznanie okrętów i samolotów wroga. Drugi członek załogi miał pełnić funkcję nawigatora, obserwatora i radiooperatora. Ostateczną specyfikacją dla nowego samolotu była O.8/38. 21 czerwca 1939 roku zostały sfinalizowano wymagania w postaci dokumentów N.8/39 i N.9/39. W założeniach było: prędkość maksymalna 509 km/h [275 węzłów] na wysokości 4572 m, długotrwałość lotu 6 godzin z prędkością 222 km/h [120 węzłów] na tej samej wysokości plus 15 minut na poziomie morza, długość rozbiegu 91 metrów przy przeciwnym wietrze o prędkości 37 km/h [20 węzłów], prędkość przeciągnięcia z wyłączonym silnikiem w konfiguracji do lądowania poniżej 104 km/h [58 węzłów]. Sterowność i zwrotność miała być dobra zarówno prędkościach lądowania jak i walk powietrznych. Skrzydła z możliwością złożenia, w kadłubie zamontowany hak do lądowania na lotniskowcach, zaczepy lin do katapulty, na pokładzie tratwa ratunkowa i radiostacja. Rozpiętość skrzydeł ograniczona została do 15,24 metra w przypadku rozłożenia oraz 4,11 metra po złożeniu. Długość 12,19 metra, wysokość 4,11 metra, masa startowa 4082 kg lub nie przekraczająca 4763 kg. Silnik nie został skonkretyzowany, zastrzegając jedynie konieczność śmigła o zmiennym skoku. Uzbrojenie miało składać z ośmiu karabinów Browning kal. 7.7 mm z zapasem amunicji 4800 nabojów razem lub cztery działka Hispano kalibru 20 mm z zapasem 240 nabojów łącznie.
Obie specyfikacje zatwierdzono 5 lipca 1939 roku, a 10 sierpnia zostały rozesłane do producentów samolotów wojskowych. W terminie do 19 sierpnia zgłosiło się sześciu producentów: Blackburn, Fairey, Gloster, Hawker, Supermarine i Westland. Nadesłane projekty nie spełniły oczekiwań FAA. W przypadku firmy Fairey projekty oceniono na trzecie miejsce (N.8/39) i drugie miejsce (N.9/39). Ostatecznie FAA zrezygnowała całkowicie z opcji N.9/39. W styczniu 1940 roku zamieniono specyfikację N.8/39 na NAD.925/39 w treści której zapotrzebowanie było na klasyczny jedno lub dwumiejscowy myśliwiec pokładowy o wysokich osiągach. Zmiana decyzji była podyktowana wybuchem II Wojny Światowej. Te same firmy zgłosiły się do konkursu z czego wybrano myśliwiec firmy Fairey Fairey oraz Blackburn Firebrand. Po wyłonieniu zwycięzców przekazana wymagania techniczno-taktyczne o specyfikacji N.5/40 oraz N.11/40. W 24 lutego 1940 roku wytyczono specyfikację N.5/40, a 29 lutego Admiralicja założyła dokumenty do Ministerstwa Lotnictwa inicjujące proces zamówienia 200 sztuk samolotu zastępującego Fulmary. Utrzymał się wymóg dwuosobowej załogi, ze względu na niewielką różnicę w prędkości, a miała ona nie odgrywać wielkiego znaczenia z powodu znania celu bombardowania czyli okrętów. Myśliwce morskie nie miały za zadanie ścigania bombowców, a jedynie atakować z odpowiedniej pozycji wykorzystując zasięg w celu zestrzelenia samolotów rozpoznawczych wroga w dalekiej odległości od własnych okrętów. W ten sposób uzyskano by dodatkowy czas na start większej liczby myśliwców. Wykluczone zostało zagrożenie wrogich myśliwców eskortujących ze względu na ich niewielki zasięg. Zmiany w specyfikacji obejmowały: prędkość maksymalna 556 km/h [300 węzłów] na wysokości 4572 metry plus 10 minut na poziomie morza pełną mocą, długotrwałość lotu 4h z prędkością 222 km/h [120 węzłów], długotrwałość lotu z dodatkowym zbiornikiem paliwa 6h, prędkość przeciągnięcia z konfiguracją lądowania 126 km/h [68 węzłów]. Obowiązkowe wyposażenie dostało radionamiernik. Limit masy wzrósł do 5216 kg. Silnik wraz z osprzętem śmigłem, łożem, osłonami, chłodnicami miał stanowić zespół montażowy. Uzbrojenie miały stanowić cztery karabiny Hispano kalibru 20 mm z zapasem 60 nabojów zamontowane w skrzydłach. 6-7 maja 1940 roku drewniana makieta w wytwórni Fairey Aviation Co. Ltd w Hayes odbyła inspekcję. 13 maja 1940 została zatwierdzona specyfikacja N.5/40 wysłana do firmy 3 czerwca, a następnie po zatwierdzeniu przez Ministerstwo Lotnictwa 12 czerwca podpisano kontrakt nr B103375/40 na produkcję 200 sztuk samolotów w tym dwa prototypy i jedenaście samolotów doświadczalnych.W grudniu 1940 tak dwumiejscowy samolot myśliwsko-rozpoznawczego nazwano Fairey Firefly.

### Projekt
Projekt techniczny opracował zespół Herberta E. Chaplina. Sam kierownik zespołu pracował w firmie od kwietnia 1930 roku i projektował samoloty Fairey Swordfish i Fairey Battle, jednak dopiero obecny projekt stał się pierwszym gdzie pełnił rolę głównego konstruktora. Aby pogodzić sprzeczne wymagania zastosowano kilka nowatorskich rozwiązań technicznych. Kadłub skorupowy był z dwóch połówek połączony pionowo. Wyposażenie było zamontowane przed połączeniem kadłuba. Zastosowano wodoszczelną i ogniotrwałą podłogę w celu polepszenia szans na uratowanie załogi w przypadku wodowania. Opracowany został nowy mechanizm składania skrzydeł. Pomimo jego bezproblemowej pracy angażował minimalnie ośmiu mechaników i zajmował nieraz potrzebny czas. Silnikiem jaki zastosowano sylwetkę samolotu zmodyfikowano oraz przystosowano do silnika rzędowego Rolls-Royce Griffon IIB o większej mocy z drewnianym samo przestawialnym śmigłem trójłopatowym Rotol o średnicy 3.96 metra. Zastosowano nowe klapy Fairey-Youngman stworzone przez Roberta Youngmana, a użyte pierwszy raz w bombowcu Barracuda. Posiadały one cztery pozycje: neutralna - całkowicie schowane, przelotowa - wysunięta w dół i w tył i wychylone o 3°, startowa - wysunięte i wychylone o 15°, do lądowania - wysunięte i wychylone o 35°. Pomimo skomplikowania mechanizmu działał on niezawodnie i zapewniał dobre własności lotne i zwrotne.W 1943 roku samolot został wysłany do USA, gdzie w styczniu 1944 roku porównano go w centrum doświadczalnym do samolotów myśliwskich i japońskiego A6M5 Zero gdzie wykazał swoją wyższość.

### Prototypy
Dokumentację techniczną ukończono 31 marca 1941 roku. Pierwszy prototyp został on oblatany w dniu 22 grudnia 1941 roku na lotnisku Great West Aerodrome w Heathrow przez pilota porucznika Chistophera Stanilanda. Prototyp posiadał kryte płótnem lotniki i stery. Ster kierunku z wyważeniem rogowym, niską osłonę kabiny pilota oraz dodatkowe okienka po bokach grzbietu za kabiną pilota. Nie zamontowano uzbrojenia poza makietami. Z racji nie zgłoszenia żadnych zastrzeżeń do pilotażu skierowano samolot do ośrodkowa doświadczalnego A&AEE Aeroplane & Armament Experimental Establishment w Boscombe Down. Podczas prób w locie prototyp potwierdził większość założeń konstruktorów, charakteryzował się dobrymi właściwościami pilotażowymi, a co szczególnie ważne, miał wystarczające osiągi, a jedynym incydentem było oderwanie się osłony kabiny pilota. Drugi prototyp oblatano 4 czerwca 1942 roku, a podczas prób wychodzenia z nurkowania uszkodziły się stery wysokości i samolot runął na ziemię w okolicach Wokingham. Po śmierci pilota, jego miejsce Stanildanda przejął Foster H. Dixon. Rozszerzono skład pilotów doświadczalnych o: Gordon Slade, Peter Twiss, Duncan Menzies, David Masters. Trzeci prototyp został oblatany 26 sierpnia 1942 roku i 21 września trafił do doświadczeń. Zmieniono lotki na metalowe. Czwarty prototyp oblatano 15 września 1942 roku i do czerwca 1943 podlegał próbom zmęczeniowym. W marcu 1943 roku prototyp przeszedł próby na pokładzie angielskiego lotniskowca HMS „Illustrious”, podczas których osiągnął prędkość maksymalną 507 km/h, na wysokości 5121 metrów. Maksymalna prędkość wznoszenia 10,9 metra na sekundę na wysokości 1158 metrów. Czas wznoszenia 12,4 minut na wysokość 6096 metrów i pułap taktyczny 9174 metry. W ramach doświadczeń samolot spełnił oczekiwania przed nim postawione i stwierdzono niedociągnięcia: poprawa sterów wysokości, niska osłona kabiny, grube ramki okien utrudniające obserwację.
Po uzyskaniu zamówień złożonych przez lotnictwo brytyjskiej marynarki wojennej (Fleet Air Arm – FAA), 4 marca 1943 roku przystąpiono do produkcji seryjnej pierwszej wersji samolotu myśliwskiego Fairey Firefly F Mk I. Samoloty Firefly były produkowane w różnych wersjach i odmianach. W okresie II wojny światowej produkowano jeszcze wersje wyposażone w radar: FR – myśliwsko-rozpoznawcze i NF – myśliwców nocnych.
Produkcje seryjną samolotów zakończono 20 marca 1956 roku.

### Wersje samolotu Fairey Firefly
Łącznie w latach 1943–1956 wyprodukowano we wszystkich wersjach 1702 samoloty Fairey Firefly.

#### Mk I
Osiemnaście miesięcy minęło od podpisania kontraktu do oblotu prototypu. Kolejne dwanaście miesięcy zajęły przygotowania do wprowadzenia produkcji. Pierwszy samolot został oblatany 4 stycznia 1943 roku o numerze fabrycznym Z1830, a następnie 4 marca został skierowany na próby uzbrojenia. Dopiero czternasty egzemplarz Z1839 był standardem seryjnym i oblatano go 30 maja 1943 roku. Zastosowano w nim stożkowe osłony działek. Pierwsze 470 sztuk otrzymało silniki Griffon IIB, a następnie jego mocniejszą wersję Griffon XII. Spośród 200 samolotów z zamówienia z dnia 12 czerwca 1940 roku w Hayes (numery ewidencyjne z bloku Z) wyprodukowano 188 sztuk z prototypami. Druga partia (numery ewidencyjne bloków DT i DV) była montowana w fabryce w Chapel w liczbie 59 z około 100 zamówionych. Trzecia partia 300 samolotów (numery z bloku MB) została zamówiona 30 czerwca 1942 roku. W Heaton Chapel wyprodukowano 290 sztuk. Czwarta partia 200 sztuk (numery z bloku DK) zamówiona została 28 sierpnia 1942 roku i skierowana została do produkcji na licencji w firmie General Aicraft Ltd. w Hanwroth. W dwa lata udało się wyprodukować tam zaledwie 132 samoloty. Jedynie piąte zamówienie na 200 sztuk (numery bloków PP) zamówiona 17 lipca 1943 roku została wyprodukowana w całości. Ze względu na dopracowywanie samolotów z 1000 egzemplarzy które zamówiono anulowano 131 z zamówienia zamawiając jednocześnie 138 kolejnych (numery bloków TW). Trzy z nich zbudowano w Hayes jako Mk I, a 53 sztuki jako Mk IV, a pozostałe 82 sztuki zostały ponownie anulowane. Ostatni egzemplarz Mk I (TW679) został dostarczony 23 listopada 1946 roku. Łącznie w obu fabrykach powstało 740 samolotów, a wraz z licencyjnymi 872 sztuki. Warianty Mk I:
- F.I - myśliwiec dzienny, wyprodukowano 327 sztuk oraz w GAL 132 egzemplarze.
- NF.I - w połowie 1944 roku otrzymano radar poszukiwawczy AN/APS-4 oznaczony jako ASH. Jego masa to 145 kg w tym antena z modułami. Mógł wykrywać duże obiekty nawodne z odległości 48 km na falach 6 cm oraz niewielkie obiekty z odległości 24 kilometrów. Z jego pomocą namierzano również obiekty powietrzne z zasięgiem około 6,8-8 kilometrów. Zastosowanie radaru pozwoliło na nocne loty. Podwieszony został pod silnikiem, a ekrany i panele sterujące w kabinie obserwatora. Zamontowano oświetlenie nocne oraz metalowe listy nad rurami wydechowymi. Zbudowano 140 sztuk[6].
- FR.I - dostępność radarów APS-4 pozwoliło na montaż ich w dziennych myśliwcach. Samoloty nie posiadały jednak dodatkowego oświetlenia ani listew nad rurami wydechowymi. Wyprodukowano 236 sztuk[7].
- F.1A - oznaczenia stosowane po wojnie, gdzie zmieniono liczbę rzymską na arabską
- T.1 - Po zakończeniu wojny samoloty Mk I przebudowano na szkolno-treningowe. Producent sam podjął się realizacji tego projektu. W miejscu kabiny obserwatora stworzono kabinę instruktora i podniesiono ją o 30,5 cm wyżej. Zastosowano podwójne usterzenie i komplet przyrządów do pilotażu. Zdublowane cięgna poprowadzono częściowo na zewnątrz samolotu z powodu braku miejsca we wręgach. Zdemontowano radary i wyposażenie bojowe. Oblatano pierwszy egzemplarz 29 maja 1946 roku przez Duncana Menziesa. Po uzyskaniu zezwoleń od FAA rozpoczęto seryjną konwersję maszyn[8].
- T.2 - W 1949 roku opracowana została wersja szkolno-treningowa z przyrządami do zwalczania okrętów podwodnych. Posiadała ona dwa działka kalibru 20 mm, a na zaczepach można było przenosić bomby zwykłe, głębinowe lub ćwiczebne o masie do 227 kg. Dodatkowo flary oświetleniowe i markery dymne. Zamontowano celowniki żyroskopowe Mk 4E, a zdemontowano radar. Pierwszy egzemplarz oblatano 12 sierpnia 1949 roku. Przebudowano 54 lub 57 sztuk[9].
- T.3 - wersja do szkolenia operatorów radarów do zwalczania okrętów podwodnych. Przebudowywano wycofane maszyny FR.I. Zachowano radar APS-4 i kabinę obserwatora z zmienionymi urządzeniami. Usunięto hak i uzbrojenie. Przebudowano około 50 sztuk[10].
- TT.1 - w 1948 roku szwedzka firma Svensk Flygtjänst AB zakupiła 11 sztuk Mk I w celu używania ich do holowania powietrznych celów. Zainstalowano wciągarkę Type B Mk 2B napędzaną śmigłem (w 1955 roku zastąpiono hydraulicznymi). Lina rozwijana z pod kadłuba z możliwością ucięcia. Cel powietrzny chowany w małej komorze pod kadłubem. Metalowe stelaże zabezpieczały tylne podwozie. Samoloty również zakupiła Dania, a w latach 50 XX wieku Szwecja i Indie dokupiły jeszcze po 5 sztuk. W sumie powstało 27 sztuk przebudowanych pod tę konfigurację[10].

#### Mk II
Nocna wersja NF.II powstała na początku 1943 roku równolegle do F.I, a przed NF.I. Prototypem został drugi egzemplarz Z1831, który 10 marca 1943 roku testował radar AIX. Anteny radaru umieszczono w gondolach na krawędziach natarcia centropłata. Radar pracował na fali długości 3 cm i wykrywał cele oddalone o 16 kilometrów. W przypadku celów nawodnych było to 64 kilometry. W kabinie obserwatora umieszczono zasilacze radaru co przesunęło środek ciężkości. Postanowiono wydłużyć przód kadłuba o 38 cm. Zamówiono wstępnie 328 sztuk tej wersji, ale ostatecznie zbudowano tylko 38. Przedłużony kadłub ograniczył widoczność pilota uniemożliwiając lądowania na lotniskowcach. Pogorszyły się charakterystyki pilotażowe, oraz praca radaru bywała zakłócona przez łopaty śmigła. Zrezygnowano z tej wersji samolotu na rzecz NF.I, a przebudowane samoloty przywrócono do pierwotnego stanu.

#### Mk III
W lutym 1942 roku do Admiralicji wysłano propozycję stworzenia wersji jednomiejscowej z silnikiem Griffon 61. Pomysł został odrzucony, jednak przyjęto za interesujący możliwość montażu mocniejszego silnika. W ten sposób powstała model Mk III. Modelem testowym był dziesiąty egzemplarz F.I o numerze Z1835. 24 maja 1943 samolot został odholowany do zakładów Rolls-Royce'a. Wlot powietrza do sprężarki umieszczono w powiększonym wlocie do chłodnic. Zlikwidowano oddzielne wloty na bokach silnika i zastosowano inne rury wydechowe. 22 lipca 1943 roku prototyp rozpoczął próby. Większy wlot powietrza zwiększył opory aerodynamiczne. Zmniejszyło to przyrost prędkości. Spadła również sterowność samolotu. 18 września 1943 roku samolot otrzymał silnik Griffon 71 i 29 maja 1944 roku skierowano go do dalszych prób. Nowy silnik pozwolił osiągnąć prędkość 537 km/h z śmigłem trzypłatowym i 588 km/h z czteropłatowym. Zmieniono po raz kolejny silnik na Griffon 72 z śmigłem czterołopatowym. Początkowo wyrażone zostało zainteresowanie zakupem 200 sztuk, które zostało zmniejszone do setki. Ostateczny kontrakt zapadł na 50 sztuk z zakładami GAL. 16 grudnia 1944 roku kontrakt został zerwany i zakończono pracę tą wersją samolotu.

#### Mk IV
Pierwszy samolot (Z2118) posiadał silnik Griffon 72 z czterołopatowym śmigłem. Chłodnica została przeniesiona do krawędzi natarcia skrzydeł, co zmniejszyło ilość paliwa. Pod osłoną silnika został wlot powietrza do sprężarki. Wykorzystano nowe działko Hispano Mk V o krótszych lufach. Samolot został oblatany 25 maja 1945 roku, 23 lipca wysłano go do prób i 10 sierpnia powrócił do fabryki w celu skrócenia skrzydeł, powiększenia sterów i zaostrzono kołpak śmigła. 26 października wrócił do prób powietrznych. Aby przyśpieszyć badawcze loty przekazano dwa dodatkowe samoloty MB649 i PP482. We wszystkich maszynach zamontowano radar ASH. W celu przywrócenia ilości paliwa do początkowej zamontowano zewnętrzny zbiornik podobny do gondoli radaru. Pomimo zakończenia wojny dobre efekty zmian zaowocowały kontraktem na 292 maszyny seryjne. Holandia zamówiła również 40 sztuk. Fabryka w Hayes wyprodukowała ostatecznie tylko 160 sztuk (numery TW, VG, VH) z czego 120 dla FAA i 40 dla Holandii. Pozostałą ilość zamówienia anulowano. Silnik zastosowany ostatecznie to Griffon 74 z metalowym śmigłem czterołopatowym Rotol o średnicy 3,96 metra. Pierwsza maszyna została oblatana 25 maja 1946 roku i w lipcu mogła trafić na próby. Ostatni egzemplarz opuścił fabrykę w styczniu 1948 roku. Zmieniona też została baza oblatywaczy na White Wlathman, gdyż Heatrhrow wróciło do użytku cywilnego. Ministerstwo Zaopatrzenia 25 listopada 1946 roku samolot Mk 4 (TW695) wysłano do Rolls-Royce w celu badań nad śmigłem przeciwbieżnym z czterema łopatami. Pomimo dobrych efektów nie zastosowano powszechnie tego rozwiązania i samolot przywrócono do standardowego rozwiązania. Warianty:
- FR.4 - podstawowa wersja myśliwsko-rozpoznawcza
- NF.4 - nocna wersja myśliwca. Zamontowano listwy nad rurami wydechowymi, a następnie tłumiki ognia. Nigdy nie użyty jako nocny myśliwiec.
- TT.4 - samolot służący do holowania celów powietrznych. Zamontowana została wyciągarka. Samolot pozbawiono uzbrojenia. Powstało 28 sztuk.

#### Mk 5
Niezmienny został silnik i płatowiec z uzbrojeniem. Zmieniono mocowanie gondoli radaru ASH. Pierwszy samolot oblatano 12 grudnia 1947 roku i 9 stycznia oddano do badań w locie. Dowództwo zamówiło w czterech partiach 338 sztuk i Holandia dodatkowe 14. Łącznie wyprodukowano 352 samoloty. Ostatni 19 maja 1950 roku. 11 sztuk w wersji AS.5 sprzedano do Kanady. W samolocie VT393 przetestowano możliwość hydraulicznego składania skrzydeł co wprowadzono do seryjnych samolotów 24 stycznia 1949 roku. Wersje:
- FR.5 - podstawowa wersja
- NF.5 - wersja nocna. Różnice pojawiały się w radiowysokościomierzach i radarach. Zamontowano tłumiki ognia. Zbudowano 14 sztuk dla Holandii.
- AS.5 - wersja do walki z okrętami podwodnymi. Dostosowany do przenoszenia boi hydroakustycznych i bomb głębinowych czy min morskich.
- T.5 - zbudowany w kwietniu 1951 w Australii przez Fairey-Clyde Aviation Company Pty., Ltd. w celach szkolno-treningowych. Podwyższono tylną kabinę. Zdemontowano zbędne wyposażenie i podwojono stery. Ostatecznie powstało 4 sztuki.
- TT.5 - przystosowany do holowania celów

#### Mk 6
Samolot otrzymał wyłącznie wyposażenie pochodzące z Wielkiej Brytanii. Pod skrzydła można było zamontować rakiety, bomby i miny o masach 113 lub 227 kg. Zbudowano 133 sztuk. Pierwszy powstał 23 marca 1949 roku. Dostawy trwały do 18 września 1951 roku. Warianty:
- AS.6 - jedyna seryjna wersja do zwalczania okrętów podwodnych
- TT.6 - australijska wersja do holowania celów powietrznych

#### Mk 7
W trakcie użytkowania samolotów AS.5 i AS.6 uznano, że dwuosobowa załoga jest niewystarczająca. Wynikało to z rozbudowanego wyposażenia. Operator nie był w stanie obsługiwać radar, boje, nawigować,utrzymywać łączność i naprowadzać pilota. Aby zaradzić problemowi przed prowadzeniem nowego samolotu przebudowano samolot dla trzech osób. Stanowisko drugiego operatora znalazło się w tylnej kabinie z wpuklonym przeszkleniem. Napęd stanowił silnik Griffon 59 z czterołopatowym śmigłem. Silnik miał jednostopniową dwubiegową sprężarkę i instalację wtrysku wody do cylindrów. Chłodnica powróciła pod silnik i zaokrąglono końce skrzydeł. Radar ASH wymieniono na ASV z anteną pod skrzydłem. Wymontowano karabiny, a do zwalczania okrętów pozostawiono rakiety i bomby. Po pierwszych próbach okazało się, że samolot ma słabe właściwości lotne z silnikiem Griffon 57. Wymieniono go na Griffona 59 i został prototyp oblatany 22 maja 1951 roku. Samoloty miały nową osłonę kabiny, rury wydechowe i zdemontowano chowanie tylnego koła. Ostatecznie samoloty nie otrzymały kwalifikacji do operowania z lotniskowców. Wyprodukowano do grudnia 1953 roku tylko 151 sztuk z 337 zamówionych. Warianty:
- AS.7 - zdolny do poszukiwań i zwalczania okrętów podwodnych
- T.7 - wersja do szkolenia operatorów radarów. W tylnej kabinie zasiadało trzech uczniów i instruktor.
- T.7D - dwa samoloty szkolne dla pilotów samolotów-celów
- U.7 - tymczasowy samolot dla testów

#### Mk 8
W latach 50 XX wieku rynek lotniczy potrzebował samolotów-celów dla kierowanych rakiet. Z samolotu usunięto zbędne wyposażenie, mechanizm składnia skrzydeł, gondolę radaru, dodatkowe zbiorniki paliwa, wtrysk wody do silnika i ogrzewanie kabiny. Zainstalowano autopilot Type H Mk 8. Końcówki skrzydeł otrzymały zasobniki z kamerami do rejestracji efektów. Samolot sterowany był zdalnie przez dwóch operatorów naziemnych na dwóch końcach pasa startowego oraz trzeciego który towarzyszył im w drugim samolocie. W kabinie zostawiono kilka przyrządów, które były wymagane w celu przebazowania samolotu. W kwietniu 1952 roku przetestowano autopilot, który był sterowany zdalnie przez radio. Pierwsze sześć samolotów oznaczono T.8, a następnie U.8. Pierwszy oblatany został 27 listopada 1953 roku, a następnie zbudowano od zera 34 egzemplarze. Ostatni z nich zbudowano i oblatano 26 marca 1956 roku i 20 kwietnia przekazany do RAE. Warianty:
- T.8 - tymczasowe oznaczenie używane na czas szkolenia pilotów
- U.8 - oznaczenie samolotów-celów

#### Mk 9
W 1956 z Ministerstwa Zaopatrzenia przysłano zamówienie na partię 40 samolotów-celów. Wykorzystano do tego wycofywane samoloty Mk 5. Wprowadzono takie same modyfikacje jak w Mk 8. Autopilot musiał zostać przeprogramowany ze względu na różnice konstrukcji. Pierwszy samolot oblatano 9 kwietnia 1956 roku. Samoloty zachowały dodatkowy zbiornik paliwa pod skrzydłem, a w miejsce radaru zamontowano drugi. Dostawy rozpoczęto 9 lipca 1957 roku.

## Użycie w lotnictwie
Nowe samoloty pokładowe weszły do służby jesienią 1943, a w lecie 1944 odbyły pierwszą walkę powietrzną podczas walki z pancernikiem "Tirpitz" Pod koniec wojny trafiły na Daleki Wschód i po II wojnie światowej samoloty Firefly wzięły jeszcze udział w wojnie koreańskiej stacjonując na lotniskowcach brytyjskich i australijskich. Ostatecznie zostały wycofane ze służby liniowej do końca lat 50 XX wieku pomimo braku znaczących sukcesów bojowych.
| Dywizjon | Wersja      | Okres użytkowania                    | Lotniska i Lotniskowce                                                            |
| -------- | ----------- | ------------------------------------ | --------------------------------------------------------------------------------- |
| 700      | Mk I        | 03.1945-09.1949                      | Donibristle; Worthy Down                                                          |
| 703      | FR.I        | 08.1945-05.1949                      | Thorney Island                                                                    |
| 732      | NF.I        | 05-11.1945                           | Drem                                                                              |
| 744      | Mk I        | 07-09.1945                           | Maydown; Machrihanish                                                             |
| 746      | NF.I/II     | 01.1944-01.1947                      | Ford, Wittering, Defford, Coltishall, Hatston, HMS Premier, HMS Searcher          |
| 748      | Mk I        | 06.1944-06.1945                      | Yeovilton                                                                         |
| 766      | Mk I        | 10.1944-11.1954                      | Inskip                                                                            |
| 768      | Mk I        | 09.1944-07.1955                      | Abbotsinch, Ayr                                                                   |
| 772      | Mk I; NF.II | 09.1944-02.1946                      | Ayr                                                                               |
| 778      | FR.I        | 02.1943-07.1948                      | Crail, Arbroath, Gosport                                                          |
| 781      | F.I         | 01-07.1945                           | Lee-on-Solent                                                                     |
| 782      | FR.I        | 08.1945-05.1953                      | Lee-on-Solent                                                                     |
| 783      | Mk I        | 03.1945-12.1946                      | Arbroath                                                                          |
| 784      | NF.I        | 09.1944-09.1946                      | Lee-on-Solent                                                                     |
| 787      | Mk I        | 08.1943-06.1945                      | Wittering, Ford                                                                   |
| 790      | Mk I        | 06.1944-04.1947                      | Charlton Horethome, Zeals                                                         |
| 798      | Mk I        | 11.1944-11.1945                      | Lee-on-Solent                                                                     |
| 799      | FR.I        | 08.1945-08.1952                      | Lee-on-Solent                                                                     |
| 816      | FR/NF.I     | 1 lipca 1945 - 30 września 1948      | Lee-On-Solent; Inskip; Machrihanish; HMS Nairana; HMS Theseus; HMS Ocean; Hal Far |
| 882      | NF.I        | wiosna-09.10.1945                    | HMS Searcher                                                                      |
| 1770     | F.I         | 10 września 1943 - 30 września 1945  | Yeovilton, Grimsetter, Hatston, Burscough, HMS Idefatigable, Schofields           |
| 1771     | F.I         | 1 lutego 1944 - 16 października 1945 | Yeovilton, Burscough, Machrihanish, Hatston, HMS Implacable Nowra                 |
| 1772     | F.I         | 1 maja 1944 - 10 marca 1946          | Burscough, HMS Ruler, Schofields, HMS Indefatigable, Devonport                    |
| 1790     | F.1; NF.I   | 1 stycznia 1945 - 3 czerwca 1946     | Burscough, HMS Puncher, HMS Vindex, Schofields, HMS Implacable, Devonport         |
| 1791     | NF.I        | 15 marca - 23 września 1945          | Lee-on-Solent, HMS Puncher, Burscough                                             |
| 1792     | NF.I        | 15 maja 1945 - 17 kwietnia 1946      | Lee-on-Solent, Inskip, HMS Ocean                                                  |

### Fleet Air Arm(Wielka Brytania)
Przez całą II Wojnę Światową wyposażono w samoloty 8 dywizjonów oraz kilka jednostek pomocniczych. Pozostały one w służbie do końca 1961 roku.
Pierwsze egzemplarze samolotów Fairey Firefly F Mk I otrzymał w lutym 1943 roku 788 dywizjon FAA gdzie wykonywano loty symulujące lądowanie na lotniskowcu. 8-9 czerwca 1943 roku podejmowano próby lądowania na lotniskowcu Illustious, a później na HMS Pretoria Castle. 9 września doszło do incydentu w którym przez awarie haka hamującego samolot zderzył się z barierami bezpieczeństwa doznając uszkodzeń. Od sierpnia do października 1943 roku kolejne samoloty wysłano do 787 dywizjonu w Wittering i w 1944 roku do 746 i 784 dywizjonu FAA w Ford i Wittering. Do końca roku uzbrojono w samoloty: 748, 766, 768, 772, 790, 798 dywizjon FAA, a następnie do końca II Wojny Światowej dodatkowo: 700, 703, 732, 744, 781, 782, 783, 799. Jednostki te pełniły głównie funkcje szkoleniowe i doświadczalno-treningowe.
Pierwsze egzemplarze samolotów Fairey Firefly F Mk I otrzymał 1770 dywizjon FAA utworzony 10 września 1943 roku w Yeovilton. Uzbrojono go w 16 samolotów z wyszkolonymi 14 załogami. Dywizjon ten zaokrętowano na brytyjski lotniskowiec HMS „Indomitable”, będącego unowocześnionym i zmodyfikowanym lotniskowcem klasy HMS „Illustrious”. Dywizjony te wzięły udział w operacji „Mascot” – tropienia niemieckiego pancernika „Tirpitz” na wodach Norwegii. Debiut bojowy nastąpił 17 lipca gdzie samoloty zostały wysłane do osłony 44 bombowców. Myśliwce zaatakowały artylerię przeciwlotniczą na fiordzie i okręcie. Dywizjon po zakończeniu operacji powrócił 27 lipca do Hatston gdzie został relokowany do Burscough i przezbrojony w nowe wersje samolotów. 7 sierpnia dywizjon został skierowany do osłony bombowców stawiających miny morskie. W lotach zaatakowały kilka mniejszych jednostek nawodnych i lądowych. Utracono też jeden z samolotów podczas wodowania z powodu uszkodzeń. Następne loty bojowe na Tirpitza nastąpiły 22, 24 i 29 sierpnia. Zasłony dymne ograniczyły efekty tych walk oraz utracono kolejny samolot z załogą. Ostatni lot bojowy nad Norwegię odbył się 19 września. Po odpłynięciu lotniskowca w rejon Dalekiego Wschodu jego zadanie przejął sformowany w dniu 1 lutego 1944 roku 1771 Dywizjon na lotniskowcu HMS "Impacable". Pierwsze walki nowego dywizjonu przypadły na 18 października w locie rozpoznawczym nad miejscowość Tromsø. Zadanie polegało na odnalezieniu niemieckiego pancernika. Po udanej lokalizacji został on sfotografowany, a następnie przeprowadzono nalot na lotnisko w Bardufoss niszcząc kilka samolotów. 26 października walczono z kilkoma małymi jednostkami nawodnymi podczas których stracono jeden z samolotów, z którego pilot zginął, a obserwator trafił do niewoli. 27 października ostrzelano okręg U-1060 tracąc jeden z myśliwców. Ostatnie ataki odbyły się 28 października, a 7 listopada jednostka wróciła do Hatson.
Ponowny powrót na norweskie wody rozpoczął się 22 listopada oraz 5 grudnia. Po tym czasie 9 grudnia nastąpił powrót do macierzystej bazy lotniczej i przygotowanie do wyprawy na Daleki Wschód. 1 maja 1944 roku w Burscough sformowano 1772 dywizjon FAA. Podczas szkolenia jednostki w wypadkach lotniczych zginęły cztery osoby i stracono trzy samoloty. Jednostka trafiła na lotniskowiec HMS "Empress" w celu szkolenia. Samoloty po szkoleniu zostały oddane do 766 dywizjonu. Następnie otrzymano nowe maszyny i przebazowano 16 stycznia 1945 roku jednostkę do Belfastu i zaokrętowano na HMS "Acitivity" i HMS "Ruler". Okręty przypłynęły do Schofields obok Sydney.

#### Działania nocne
Nocne operacje były bardzo ograniczone i tylko kilka załóg z 746 dywizjonu FAA wykonało loty bojowe przeciwko He 111H-22 z bombami V-1. Niemieckie bombowce obierając niski pułap lotu pozostawały ciężkie do wykrycia przez myśliwce RAFu, wobec czego zarządzono, że pojedyncze samoloty będą kierowane z FAA do patroli i operacji przeciwko samolotom z rakietami V-1. Dopiero 22 listopada udało się nawiązać pierwszy kontakt radarowy z samolotami wroga, który utracono, a namiar zakończony pół godzinnym pościgiem odbył się dopiero 13 grudnia. Z powodu dużego zachmurzenia nie stwierdzono czy atak wyrządził jakiekolwiek uszkodzenia. Po zakończeniu nalotów bombowych w styczniu 1945 roku dywizjon 746 FAA zakończył loty patrolowe. 5 stycznia 1945 roku eskadra z dywizjonu 746 FAA odbywała przeszkolenie z operowania na lotniskowcu HMS Premier i HMS Searcher. Pomimo małych incydentów uznano, że obsługa samolotów na okrętach jest bezproblemowa. W międzyczasie utworzono nowe dywizjony operacyjne - 1790, 1791, 1792. Pierwszy został sformowany 1 stycznia 1945 w Burscough.Szkolenie odbyto na lotniskowcu HMS Puncher. Doszło do runięcia maszyny podczas jednego z lądowań do wody i śmierci obserwatora. Dywizjon 1790 został zaokrętowany na HMS Vindex i wyruszono do Australii. Po dopłynięciu nie zdążono już wziąć udziału w wojnie i po powrocie do Wielkiej Brytanii został rozwiązany 3 czerwca 1946 roku. Dywizjon 1791 utworzony 15 marca 1945 roku w Lee-On-Solent i 11 czerwca rozpoczął szkolenie na HMS Puncher i 23 września 1945 roku został rozwiązany w Burscough. Dywizjon 1792 utworzony 15 maja 1945 roku w Lee-On-Solent i stacjonował w Inskip. Po wojnie zaokrętowano na pokład HMS Ocean, który operował na Morzu Śródziemnym. Rozformowany po powrocie 17 kwietnia 1946 roku. 15 maja 1945 roku w Drem utworzono dywizjon 732 w którym szkolono załogi do nocnych lotów.

#### Na Dalekim Wschodzie
Dywizjon 1770 FAA był pierwszym wyposażonym w samoloty Firefly, który stacjonował na wyspie Cejlon w miejscowości Puttalam. Następnie 24 grudnia 1945 roku załadowany został na lotniskowiec HMS Indefatigable i wypłynął w stronę Sumatry. Z tego miejsca przeprowadzono 4 stycznia 1945 roku nalot na rafinerię ropy naftowej w Pangkalan Brandan - operacja Lentil. Zadanie jakie wyznaczono zniszczenie artylerii japońskiej. Podczas walk powietrznych zgłoszono zestrzelenie Ki-43 i było to pierwsze zwycięstwo powietrzne, lecz przez brak paliwa dowódca dywizjonu musiał wodować. Po dołączeniu lotniskowca HMS Illustrious wypłynięto do Sydney. W trakcie rejsu 24 stycznia przeprowadzono nalot na Palembang i Pladjoe. Podczas walki powietrznej zestrzelono jeden Ki-43. 29 stycznia ponownie zestrzelono jeden wrogi samolot i utorowano drogę dla bombowców niszcząc zapory balonowe i artylerię wroga w nalocie na Soengi Gerong. 10 lutego 1945 roku flota dopłynęła do Sydney gdzie po zabraniu zaopatrzenia, 20 marca przypłynęła do Ulithi na Karolinach. Włączona do Piątej Floty amerkańskiej i przemianowana na 57 Zespół Operacyjny brała udział w walkach na Okinawie. Celem ataków były lotniska na wyspach Sakishima. W ten sposób starano się uniemożliwić przelot japońskich samolotów z Formozy na Tajwanie. Pierwszy nalot samolotów nastąpił 26 marca atakując wyspę Miyakojima na której zainstalowane były stanowiska artylerii przeciwlotniczej. Utracono w tym nalocie jeden samolot. Kolejne serie nalotów odbywały się w dniach 31 marca - 2 kwietnia oraz 5 do 7 kwietnia. W marcu do Australii przybył 1772 Dywizjon FAA który przekazał jedną z eskadr do wzmocnienia jednostki 1770. Rozkazem dowództwa był atak na Formozę 12 kwietnia 1945 roku. Samoloty eskortując łódź latającą Martin Mariner natknięto się na japońskie bombowce Ki-51 Sonia. Walka zakończyła się zestrzeleniem bombowców. 13 kwietnia przystąpiono do rakietowego ostrzelania wyspy Yonguni. W dniach 16-19 kwietnia przeprowadzano patrole w okolicy Wysp Sakishima. Następnie jednostka została skierowana na odpoczynek na Filipiny. Powrót w rejony walk następowały w dniach: 4-5 maja, 8-9 maja, 12-13 maja, 16-17 maja, 20-21 maja oraz 24-25 maja. 26 maja 1945 roku jednostka została wycofana do Australii celem remontów, uzupełnia zapasów i odpoczynku. Na miejsce dotarły 5 czerwca. Na miejscu wymieniono lotniskowiec HMS Idefatigable na HMS Implacable. 14 i 15 czerwca samoloty przeprowadzały naloty na wyspy atolu Truk. 17 lipca 1945 roku jednostki skierowane do amerykańskiej Trzeciej Floty atakowały na lotniska w rejonie Matsushima, Sendai, Masuda, Tokio i całej południowej Honsiu. Samoloty Firefly były pierwszymi maszynami produkcji brytyjskiej, które walczyły nad głównymi wyspami japonii. Po dołączeniu obie pozostałych sił z 1772 Dywizjonu obie jednostki latały bojowo 24 lipca atakując jednostki nawodne w okolicy Nagoi oraz lotniska. Utracono jeden z samolotów z powodu wyczerpania paliwa i przymusowego wodowania oraz jeden podczas walk z lotniskowcem Kaiyō na Morzu Wewnętrznym. Wspólnie jednostki 1771 i 1772 walczyły do 9 sierpnia 1945 kiedy utracono dwa samoloty. Po powrocie jednostki 1771 na froncie pozostała tylko 1772, która 15 sierpnia wzięła udział w ataku na lotnisko Kisarazu. Był to ostatni atak lotnictwa brytyjskiego w II wojnie światowej. Późniejsze patrole miały za zadanie rozpoznanie, poszukiwanie obozów jenieckich, zrzuty zaopatrzenia. Wszystkie jednostki walcząca przeciwko Japonii skierowane zostały do Australii, a następnie po rozkazie powrotu do Wielkiej Brytanii rozwiązane - 1771 Dywizjon - 30 wrzesnia 1945 roku, a 1772 Dywizjon 10 marca 1946 roku.

#### Okres powojenny
Pierwszy dywizjon który otrzymał samoloty Firefly FR.I był 816 NAS. Szkolenie jednostki odbyło się na lotnickowcu HMS Nairana. W lutym i maju 1946 roku jednostka operowała z lotniskowca HMS Theseus. 18 czerwca 1946 roku ilość samolotów została ograniczona do 12 sztuk i wysłano je na lotniskowcu HMS Ocean nad Morze Śródziemne. We wrześniu 1945 roku pierwsze samolot Firefly FR.I dostał 822 NAS stacjonujący w Burscough, a następnie relokowany do Machrihanish. Po wojnie nastąpiła redukcja jednostek lotnictwa morskiego. Przez co 822 NAS został rozwiązany 19 lutego 1946 roku. Jednostka 824 NAS używała samolotów między październikiem 1945 roku do rozwiązania 4 stycznia 1946 roku. W Australii na samolotach latał 837 NAS w Jervis Bay. Następnie 10 czerwca 1946 roku na pokładzie HMS Glory dokonano patrolów oceanów Indyjskich i Pacyfiku a następnie po powrocie do portu 6 października 1947 roku nastąpiło rozwiązanie jednostki. W Schofields stacjonowały 812 i 814 NAS. 13 marca 1946 roku 814 NAS na pokładzie HMS Venerable wysłano na Cejlon, 19 marca dołączył 812 NAS. Rozlokowano je na lotniskach Katukurunda i Trincomalee. 15 lipca 1946 roku 812 NAS otrzymał rozkaz powrotu do Wielkiej Brytanii gdzie dotarł 12 sierpnia do Lee-on-Solent. Jednostka 814 NAS została wysłana 20 wrzesnia do Singapuru i Honkongu. 14 lutego 1947 na pokładzie HMS Glory dywizjon wrócił do Wielkiej Brytanii do Eglinton, a następnie wysłany został na Maltę 11 listopada. Tam jednostka pozostawiła sprzęt i powróciła ponownie do Wielkiej Brytanii. Odtworzony 812 NAS w Eglinton 1 października 1946 roku został wysłany 7 lutego 1947 roku na Daleki Wschód na pokładzie HMS Theseus skąd powrócił 20 grudnia.

#### W Palestynie
Ostatni dywizjon który otrzymał Firefly FR.I był 827 NAS odtworzony 15 sierpnia 1946 roku w Eglinton. Wysłany 13 stycznia 1947 na pokładzie HMS Triumph na Morze Śródziemne łącząc się z HMS Ocean i 816 NAS. Jednostki będąc na dwuletnim rejsie stacjonowały na Malcie. W 1947 roku wysłano okręty do blokady Palestyny. Wiązało się to z blokowaniem żydowskiej migracji do tego kraju oraz utratą mandatu władzy w Palestynie przez Wielką Brytanię 7 maja 1948 roku. Samoloty z okolic Hajfy osłaniały wojska brytyjskie i dokonywały rozpoznania. Po zakończeniu operacji 816 NAS został rozwiązany 13 czerwca 1948 roku w Lee-on-Solent, a 827 NAS wrócił do Donibristle 16 marca 1949 roku.

#### Na Malajach
25 kwietnia 1949 roku 827 NAS na pokładzie HMS Triumph wypłynął do Hongkongu i 3 października dotarł do Sembawang na Singapurze. Zadaniem jednostki było walka z komunistyczną partyzantką i pierwszy lot bojowy odbył się 21 października 1949 roku. Do końca stycznia 1950 roku dokonywano naloty na obozy partyzanckie i pozostałe obiekty kwalifikowane jako stanowiące zagrożenie. Jednostka skierowana następnie została do Australii i Japonii gdzie 4 lutego 1950 roku zastał ją wybuch wojny w Korei. Naloty na pozycje partyzantów odbyły się 25 kwietnia i 27 kwietnia przed wypłynięciem w stronę Korei przez HMS Ocean i HMS Glory. Ostatnie naloty na Malaje przeprowadził 825 NAS z HMS Warrior w rejonie Johore.

#### Nowe wersje
Wersja samolot FR.4 została wysłana na lotniskowce 12 lutego 1947 roku. Przezbrajanie jednostek rozpoczęto w sierpniu. Pierwsza jednostka, która otrzymała nowe samoloty to 825 NAS Królewskiej Kanadyjskiej Marynarki Wojennej służący na okręcie HMCS Warrior. Pierwszą brytyjską jednostką był 810 NAS który ponownie sformowano 1 października 1947 roku. W styczniu 1948 roku samoloty dotarły do 812 NAS, a w kwietniu do 814 NAS. Wersja FR.4 nie była długo na wyposażeniu FAA i została zastępowana nowszą FR.5 w ciągu 2 lat. W maju 1948 roku pierwsze FR.5 zostały przekazane do 778 i 782 NAS które były jednostkami doświadczalnymi, a pierwsza jednostka operacyjna do 812 NAS. Używano tych samolotów w jednostce do 1952 roku, kiedy nastąpiło przezbrojenie na AS.6. 20 października 1953 roku jednostkę 812 NAS rozwiązano. 17 października 1949 roku 810 NAS otrzymał samoloty AS.5 jako pierwsza z jednostek, a następnie trafiły do: 804, 816, 817, 821, 825 i 880 NAS oraz do 703, 737, 781, 796 NAS. W styczniu 1951 wprowadzono kolejną wersję AS.6 którą otrzymały jednostki stacjonujące na Morzu Północnym i Śródziemnym, które poszukiwały radzieckich okrętów podwodnych. Samoloty AS.6 zostały wycofane w 1955 roku.

#### Samoloty szkolne i holowniki
Pierwsza jednostka z szkolnymi wersjami T.1 był 736 NAS w St Merryn. Używane były od lipca 1948 do lutego 1950 roku. W ramach szkolenia konieczne było wylatanie 70 godzin na samolotach Firefly. Wersja T.1 samolotu trafiła do jednostek: 737, 764, 766, 767, 771, 778, 781, 782, 799 NAS. Natomiast samoloty w wersji T.2 trafiły do: 737, 744, 764, 765, 766, 771, 781, 782, 799 NAS. Samoloty w wersji T.3 trafiły do 796 NAS, a T.7 do 719 NAS. Pełniły one wszystkie służbę do połowy lat 50. W lutym 1957 roku holowanie celów powietrznych dla wojska zostało przejęte przez prywatną firmę cywilną Airwork FRU, która używała samoloty TT.4 do grudnia 1958 roku.

#### RNVR
Ochotnicza Rezerwa Królewskiej Marynarki Wojennej (Royal Navy Volunteer Reserve) otrzymała 15 sierpnia 1947 roku pierwsze samoloty Firefly do 1830 NAS w Abbotsinch w wersji FR.I, a w październiki 1951 przezbrojono się na AS.6, które oddano w listopadzie 1955 roku. 14 kwietnia 1951 roku został sformowany 1840 NAS z samolotami FR.4, a następnie 30 czerwca otrzymano AS.6. 18 sierpnia 1952 roku w Stretton powstał 1841 NAS, który latał na FR.I do 1955 gdy w marcu otrzymał AS.6.

#### Wojna w Korei
25 czerwca 1950 roku Brytyjska Flota Dalekowschodnia została podporządkowana amerykańskiemu dowództwu. W jej skład wchodził HMS Triumph z 827 NAS uzbrojonym w 12 samolotów Firefly oraz 800 NAS z 12 samolotami Seafire. Jednostki rozpoczęły operacje bojowe 3 lipca 1950 roku dokonując naloty na lotnisko Haeju. Od 18 lipca samoloty dokonywały patroli nad morzem staconując w Sasebo. Po 12 sierpnia otrzymano zadanie blokady morskiej wybrzeża Korei i atakowano statki na rzece Taedong. 19 sierpnia 1950 roku zatopiono kilka jednostek pływających co powtórzono 27-30 sierpnia i 4-5 września. 8-9 września samoloty atakowały i rozpoznawały cele w okolicy Wonsan. 15 września samoloty wspierały inwazję wojsk amerykańskich na Inchon i próby odbicia Seulu. Jednostka została wycofana z walk 21 września, a 22 listopada powróciła do Wielkiej Brytanii i została rozwiązana. 827 NAS był jedyną jednostką uzbrojoną w Firefly podczas walk w Korei. W sierpniu 1951 roku dwa samoloty służyły do wykrywania celów morskich przy pomocy radaru. W październiku 1950 roku do Korei przypłynął HMS Theseus z 810 NAS, którego zadaniem było blokowanie dostępu do Korei od strony Morza Żółtego. Loty polegały głównie na rozpoznaniu i atakowaniu celów nadbrzeżnych. 9 października 1950 roku jeden z samolotów podczas lądowania nie wyhamował uderzając w dwa inne samoloty na pokładzie. Między 21 października do 7 listopada samoloty zostały zdeokrentowane celem napraw. 29 grudnia 1950 roku HMS Theseus przypłynął do Kure po otrzymaniu nowych samolotów Firefly przywiezionych przez HMS Unicorn. Z powodu awarii katapulty samoloty startowały z pomocą rakiet. W okresie między 25 stycznia 1951 do 4 lutego oraz 14-24 lutego 1951 roku bombardowano jednostki wroga wspierając kontrofensywę ONZ. Do końca kwietnia utracono 2 samoloty. 25 kwietnia HMS Theseus wypłyną do Wielkiej Brytanii. 27 kwietnia HMS Glory przypłynął w zastępstwo z 812 NAS. Atakowano szlaki komunikacyjne wrogiej floty a między 7–10 maja zajmowano się korygowaniem ognia z krążowników HMS Kenya i HMS Ceylon. 18 maja strącono pierwszy samolot, którego załogę udało się uratować śmigłowcem. 5 czerwca utracono kolejny samolot podczas lądowania wraz z pilotem maszyny. 7 czerwca wroga artyleria zestrzeliła trzecią maszynę, której załoga przeżyła i czwarta maszyna została ponownie stracona podczas lądowania końcem roku. 9 września jeden z samolotów lądował na wrogim terytorium. Maszyna została utracona na rzecz wroga, lecz załogę udało się uratować. Ostatnie loty z HMS Glory wykonano 25 września, po czym okręt wymienił się z australijskim HMAS Sydney.
5 października 1951 roku Australijczycy atakowali nalotami drogi, mosty, linie kolejowe i pozostałe cele. 26 października utracili pierwszy samolot, który musiał lądować przymusowo po ostrzale artyleryjskim, którego załogę ewakuował śmigłowiec. 8 grudnia kolejny samolot utracono w podobny sposób, któremu jednak udało się dolecieć do własnych jednostek. Końcem grudnia samoloty skierowano do eskorty konwojów z zaopatrzeniem. Ostatnie loty bojowe odbyły się 24 stycznia 1952 roku po czym okręt wrócił do Australii.
W lutym 1952 roku wrócił lotniskowiec HMS Glory z 812 NAS. W marcu wykonywano loty korygujące ostrzał okrętu HMS Belfast oraz rozpoznawcze. Pozostałe zadanie polegały na nalotach na lądowe szlaki komunikacyjne. Ostatni lot bojowy odbył się 29 kwietnia. 3 maja 1952 roku Dywizjon 812 NAS oddał samoloty do 825 NAS na lotniskowcu HMS Ocean i załoga powróciła na Maltę.
11 i 16 maja 1952 roku rozpoczęto loty bojowe, tracąc za każdym razem jeden samolot, który musiał wodować. Załogi uratowała amerykańska łódź latająca. 17 maja 1952 wykonano rekordową liczbę lotów bojowych jednego dnia – 123. 19 maja jeden z samolotów został zestrzelony, a 4 czerwca doszło do przymusowego wodowania, w którym zginął pilot. 24 lipca 1952 roku doszło do pierwszej walki z chińskimi MiG-15 przez cztery samoloty wracające z bombardowania. Wszystkie samoloty zostały uszkodzone przez MIGi, z czego jeden samolot musiał lądować awaryjnie na plaży, a drugi wodować. 27 sierpnia 1952 roku utracono jeden samolot na skutek wodowania oraz dwa samoloty MIG-15 zaatakowały osiem Firefly uszkadzając dwa. Ostatni lot bojowy 825 NAS odbył się 30 października, po czym lotniskowiec wrócił do Hongkongu.
12 listopada 1952 roku powrócił trzeci raz okręt HMS Glory z 821 NAS. Samoloty na wyposażeniu posiadały zdemontowane radary, które zastąpiły dodatkowe zbiorniki na paliwo. Ograniczyło to załogę do osoby pilota. 18 listopada i 6 grudnia utracono samoloty, których piloci musieli wodować po otrzymaniu uszkodzeń. 20 grudnia 1952 roku doszło do eksplozji w locie jednej maszyny. Podejrzenia skierowano na wadliwą amunicję, co skutkowało ograniczeniem używania działek do samoobrony. 25 grudnia kolejny samolot został całkowicie zestrzelony. W styczniu 1953 roku otrzymano nowe samoloty celem uzupełnień strat, lecz 6 stycznia doszło do kolejnego zestrzelania. Misja HMS Glory zakończyła się 17 maja i po powrocie do Wielkiej Brytanii 821 NAS został rozformowany.
W maju 1953 roku przypłynął okręt HMS Ocean z 810 NAS. Loty bojowe rozpoczęto 23 maja i już 29 czerwca utracono samolot zestrzelony ogniem artylerii. Pilota udało się uratować. 12-23 lipca skierowano trzy samoloty z transponderem AN/APX-6 do lotów nad Kimpo. W ten sposób zwalczać próbowano samoloty Po-2 lecz mimo 31 nocnych lotów nie spotkano wrogich maszyn. 10 sierpnia samoloty wróciły na lotniskowiec, z którym w grudniu przypłynęły do Plymouth, a 17 grudnia jednostka 810 NAS została rozwiązana. W listopadzie 1953 roku brytyjskie jednostki zastąpiły australijskie z 816 NAS w celu nadzoru nad przestrzeganiem rozejmu co ostatecznie zakończyło się w maju 1954 roku gdy HMAS Sydney odpłynął.
| Dywizjon  | Wersja | Liczba | Grupa Lotnicza | Lotniskowiec | Litera Kodowa | Czas służby            |
| --------- | ------ | ------ | -------------- | ------------ | ------------- | ---------------------- |
| 810       | FR.5   | 12     | 17th CAG       | HMS Theseus  | T             | 10.1950-04.1951        |
| 810       | FR.5   | 12     | 17th CAG       | HMS Ocean    | O             | 05-07.1953             |
| 812       | FR.5   | 12     | 14th CAG       | HMS Glory    | R             | 04-09.1951; 02-04.1952 |
| 817 (RAN) | FR.5   | 12     | 20th CAG       | HMAS Sydney  | K             | 09.1951-01.1952        |
| 821       | FR.5   | 12     |                | HMS Glory    | R             | 11.1952-05.1953        |
| 825       | FR.5   | 12     | 17th CAG       | HMS Ocean    | O             | 05-10.1952             |
| 827       | FR.1   | 12     | 13th CAG       | HMS Triumph  | P             | 07-09.1950             |

### Użytkownicy Zagraniczni
Oprócz brytyjskiej marynarki wojennej samoloty były użytkowane przez państwa takie jak: Kanada, Australia, Holandia, Indie, Danii, Etiopii, Tajlandii oraz w Szwecji. Zainteresowanie też zostało wyrażone przez: Afganistan, Arabię Saudyjską, Argentynę, Egipt, Finlandię, Francję, Irak, Liban i Syrię. Nie doszło jednak do żadnej umowy handlowej z powodu braku potrzebnych zgód od Admiralicji do sprzedaży.
| Kraj      | Liczba | Liczba | Wersja | Uwagi                                                               |
| --------- | ------ | ------ | ------ | ------------------------------------------------------------------- |
| Australia | 108    | 2      | FR.4   | dostarczono w 1949 roku                                             |
| Australia | 108    | 12     | FR.5   | dostarczono w 1949 i 1952 roku                                      |
| Australia | 108    | 25     | AS.5   | dostarczono w 1949 i 1950 roku                                      |
| Australia | 108    | 69     | AS.6   | dostarczono w 1950 i 1953 roku                                      |
| Australia | 108    | (4)    | T.5    | przebudowane w 1951, 1954, 1955 roku z AS.5 i AS.6                  |
| Australia | 108    | (4)    | TT.5   | przebudowane w 1953 i 1954 roku z AS.6                              |
| Australia | 108    | (6)    | TT.6   | przebudowane w latach 1958-1961 z AS.6                              |
| Dania     | 6      | 2      | TT.1   | dostarczono w 1951 roku z Wielkiej Brytanii                         |
| Dania     | 6      | 4      | TT.1   | dostarczono w 1952 roku z Kanady                                    |
| Etiopia   | 23     | 8      | FR.I   | dostarczono w latach 1951-1952                                      |
| Etiopia   | 23     | 1      | T.2    | dostarczono w latach 1951-1952                                      |
| Etiopia   | 23     | 9      | FR.I   | dostarczono w 1954 roku z Kanady                                    |
| Etiopia   | 23     | 3      | T.1    | dostarczono w 1954 roku z Kanady                                    |
| Etiopia   | 23     | 2      | T.2    | dostarczono w 1954 roku z Kanady                                    |
| Holandia  | 88     | 20     | F.I    | dostarczono w 1946 roku                                             |
| Holandia  | 88     | 10     | FR.I   | dostarczono w 1946 roku                                             |
| Holandia  | 88     | (3)    | T.1    | przebudowane w 1946 roku z F.I                                      |
| Holandia  | 88     | (4)    | T.2    | przebudowane w latach 1949-1951 z FR.I                              |
| Holandia  | 88     | 40     | FR.4   | dostarczono w 1947 roku                                             |
| Holandia  | 88     | 14     | NF.5   | dostarczono w 1949 roku                                             |
| Holandia  | 88     | 4      | AS.5   | dostarczono w 1952 roku z Kanady                                    |
| Indie     | 10     | 5      | TT.1   | dostarczono w 1955 roku                                             |
| Indie     | 10     | 5      | TT.4   | dostarczono w 1958 roku                                             |
| Kanada    | 64     | 29     | FR.I   | dostarczono w latach 1945-1947                                      |
| Kanada    | 64     | 13     | FR.4   | dostarczono w 1948 roku i zwrócono w 1949 roku                      |
| Kanada    | 64     | 18     | AS.5   | dostarczono w 1949 roku                                             |
| Kanada    | 64     | 4      | T.1    | dostarczono w 1948 roku                                             |
| Kanada    | 64     | (2)    | T.2    | przebudowane w 1950 roku z FR.I                                     |
| Szwecja   | 19     | 16     | TT.1   | dostarczono w latach 1948-1950; 1953; 1955-1956 z Wielkiej Brytanii |
| Szwecja   | 19     | 3      | TT.1   | dostarczono w 1959 roku z Danii                                     |
| Tajlandia | 12     | 10     | FR.I   | dostarczono w 1951 roku                                             |
| Tajlandia | 12     | 2      | T.2    | dostarczono w 1951 roku                                             |

#### Australia
28 sierpnia 1948 roku została ponownie stworzona jednostka 816 NAS, która została włączona do Królewskiej Australijskiej Marynarki Wojennej. 15 lutego 1949 roku maszyny zostały załadowane na okręt HMAS Sydney (dawny HMS Terrible). Otrzymano w ramach umów 27 samolotów FR.4 oraz 24 samoloty AS.5. 12 kwietnia 1949 roku lotniskowiec HMAS Sydney wypłynął do Australi wpływając 25 maja do portu w Jervis Bay. Po wyładowaniu samolotów, zostały one ulokowane na lotnisku w Nowra, gdzie prowadzono szkolenia. Do końca roku dotarły jeszcze dwa samoloty FR.5. 25 kwietnia 1950 roku ponownie sformowano 817 NAS który uzbrojono w 29 samolotów AS.6 i jeden AS.5 i ponownie na pokładzie HMAS Sydney przypłynęły do Australii w grudniu. Między październikiem 1951 roku a styczniem 1952 roku jednostka 817 NAS brała udział w wojnie koreańskiej. Przed rozpoczęciem działań bojowych wymieniono samoloty z wersji AS.6 na FR.5, które pozyskano jako wypożyczone z Anglii. Dziewięć zostało później odkupionych, a reszta została zniszczona podczas nalotów. W 1952 roku Australia dokupiła 40 sztuk samolotów w wersji AS.6. Pierwsze dwadzieścia sztuk 21 stycznia 1953 roku zaokrętowano na lotniskowiec HMAS Vengeance i 13 marca przypłynęły do Australii. Kolejne 20 sztuk przywiózł HMAS Sydney. Rozlokowano je na lotniskach w Nowra i Schofields. Dywizjony 816 i 817 NAS rozformowano 27 kwietnia 1955 roku. 3 sierpnia 1954 roku w Nowra powołano do istnienia 851 NAS z samolotami AS.6. Była to jednostka treningowa i szkoleniowa. Jednostka została zlikwidowana 13 stycznia 1958 roku. Samolotów Firefly używano także w jednostkach pomocniczych jak 723, 724 i 725 NAS. W trakcie służby w Australi niekóre maszyny przebudowano z wersji AS.5 do AS.6 oraz z T.5 przebudowano na TT.5 i TT.6. Ostatnie samoloty zostały wycofane w latach 60 XX wieku. Samoloty trafiły do muzeów i kolekcjonerów.

#### Dania
W 1951 roku Królewskie Duńskie Siły Powietrzne zakupiły dwa samoloty w wersji TT.1 (numery 64-625 i 64-626). Zostały one przygotowane według zamówienia i dostarczone 4 października do Kopenhagi. Zostały przekazane do do 722. Eskadry stacjonującej w Værløse. W lipcu 1952 roku w dzięki programowi pomocy sojuszniczej Kanada przekazała cztery samoloty FR.I, które były już wycofane z własnych sil powietrznych (numery od 64-628 do 64-630). Przebudowano te samoloty na wersję TT.1 na miejscu dzięki wsparciu technicznemu brytyjskiego wytwórcy. Trzy samoloty TT.1 (627, 628 i 629) utracono w skutek katastrof w latach 1955 i 1957. Pozostałe samoloty zostały wycofane z użytkowania 10 grudnia 1958 roku i sprzedane szwedzkiej firmie Svensk Flygtjänst AB.

#### Etiopia
Cesarskie Etiopskie Siły powietrzne wyraziły zainteresowanie zakupem samolotów końcem lat 40 XX wieku. Początkowo wybór padł na Spitfire Mk IX lecz nie została udzielona zgoda na ich sprzedaż. Zmieniono więc zapytanie w stronę samolotów Firefly w liczbie 35 sztuk, które oceniono wyżej od oferowanych przez Szwecję Mustangów. Oficjalne pismo zamówieniowe zostało przesłane 1 sierpnia 1950 roku i w grudniu zostało ono podpisane. Wynegocjowana została wersja FR.I, gdyż FR.5 zostały uznane za bardziej potrzebne dla własnych jednostek uczestniczących w wojnie koreańskiej. Pierwsze dziewięć sztuk przekazano dwoma transzami - 28 września 1951 i 30 stycznia 1952 roku. Było to 8 samolotów FR.I oraz jeden T.2 o numerach IEAF-601 do IEAF-609. Samoloty dotarły o własnych siłach z Ringway do Bishoft lecąc przez Lyon, Tunis, Benghazi, Kair i Chartum. Pilotami byli lotnicy pochodzenia etiopskiego. Doszło również do wypadku w którym samolot o numerze 608 rozbił się przy lądowaniu. Dostawa pozostałej części zamówienia została wstrzymana przez podejrzenia o planowane ataki na cele w Erytrei. Samoloty bazowały w Bishoftu, a od jesieni 1952 roku utworzono z 5 sprawnych samolotów 1. Dywizjon, który przebazowano do Asmary.
W marcu 1954 roku wynegocjowano z Kanady 14 używanych samolotów. Dziewięć FR.I, trzy T.1 i dwie T.2. Samoloty dostarczone zostały 25 kwietnia 1954 roku przez Antwerpię do Massaui w kontenerach. Po zmontowaniu w Asmarze przekazano je do oblatania i włączenia do 1. Dywizjonu. Przez braki kadrowe i problemy logistyczne od pozyskania do przekazania maszyn trwał niemal dwa lata. Niepewna zostaje również ostateczna liczba samolotów przez braki dokumentacji numerów ewidencyjnych. Wykorzystywano je w patrolach wokół Sudanu i Somali wraz z zwalczaniem plemiennych partyzantów. Część samolotów utracono w wypadkach, a pozostające na służbie wycofano w latach 60 XX wieku. Wstawiono je do hangarów, a następnie wypchnięto na płytę lotniska gdzie stały przez trzydzieści lat. W 1993 roku dwie sztuki zostały odzyskane przez Kanadę w ramach wymiany za pomoc dla nowych władz w Erytrei i przekazane do muzeów w Ontario i Halifaksie. W 1996 roku dwie kolejne maszyny zostały odkupione przez Eddiego de Jaegera do prywatnej kolekcji w RPA.

#### Holandia
Holenderskie Lotnictwo Morskie było pierwszym klientem zagranicznym, które zakupiło samoloty Firefly w liczbie 30 sztuk w 1945 roku. 18 stycznia 1946 roku samoloty przysłano do 860. Dywizjonu Lotniczego w Ayr. Przejęty został lotniskowiec HMS Nairana, przemianowany na Karel Doorman, gdzie samoloty zostały zaokrętowane 27 lipca. 26 sierpnia 1946 roku wysłano okręt do Holenderskich Indii Wschodnich, a 12 października samoloty przebazowano do Kemajoran na Jawie skąd odleciały do Morokrembangan. Przez trzy lata okoliczna działalność opierała się na lotach rozpoznawczych oraz naloty z działek i rakiet na cele naziemne. Zestrzelono podczas misji kilka samolotów jak i przez wypadki. 15 marca 1950 zdecydowano rozwiązać 860. Dywizjon Lotniczy. Samoloty przywieziono do kraju gdzie skierowane zostały do remontu. 16 września 1946 roku utworzono 861. Dywizjon Lotniczy, który został rozwiązany już w kwietniu następnego roku. Samoloty zostały rozdysponowane między Grupę Szkolenia Lotniczego i Szkołę Pilotów Myśliwskich. Od kwietnia do grudnia 1947 roku otrzymano 40 nowych samolotów FR.4. W marcu 1949 roku otrzymano 14 sztuk NF.5. W listopadzie 1952 roku zakupiono od Kanady 4 sztuki AS.5. Część samolotów przebudowano z wersji FR.4 do AS.5 i przystosowanych do holowania celów powietrznych. Przebudowano również trzy samoloty F.I na szkolne T.1 Udało się to dzięki otrzymaniu dokumentacji technicznej po przebudowie pierwszego samolotu w angielskich zakładach. 8 listopada 1948 roku rozbito jeden samolot w wersji T.1 (MLD L-13) w wypadku. W latach 1949-1951 przebudowano dwa F.I oraz FR.I na uzbrojone wersje szkolne T.2. Ostatnie samoloty służyły w 1961 roku w 7. Dywizjonie Lotniczym stacjonującym na wyspie Biak. Żaden z samolotów nie został zachowany w muzeum.

#### Indie
W 1953 roku lub lutym 1955 roku indyjska marynarka zakupiła, pochodzące z nadwyżek sprzętowych, dwa samoloty Fairey Firefly Mk.I, w wersji zmodernizowanej pod kątem możliwości holowania rękawów służących do treningu strzeleckiego. W maju tego samego roku pozyskano kolejne trzy maszyny a w grudniu 1958 roku następne pięć ale tym razem w wersji Fairey Firefly Mk.IV. Samoloty weszły w skład 550 Dywizjonu. W 1956 roku zakupione zostały dodatkowo maszyny TT.4 w liczbie pięciu sztuk. Uzbrojone zostały w działka i bomby podwieszane wraz z rakietami niekierowanymi. 14 lipca 1959 roku doszło do katastrofy jednego z samolotów. Po zakończeniu służby osiem samolotów podległo złomowaniu, a jeden DK477 po odbudowie stoi w muzeum w Vasco da Gama.

#### Kanada

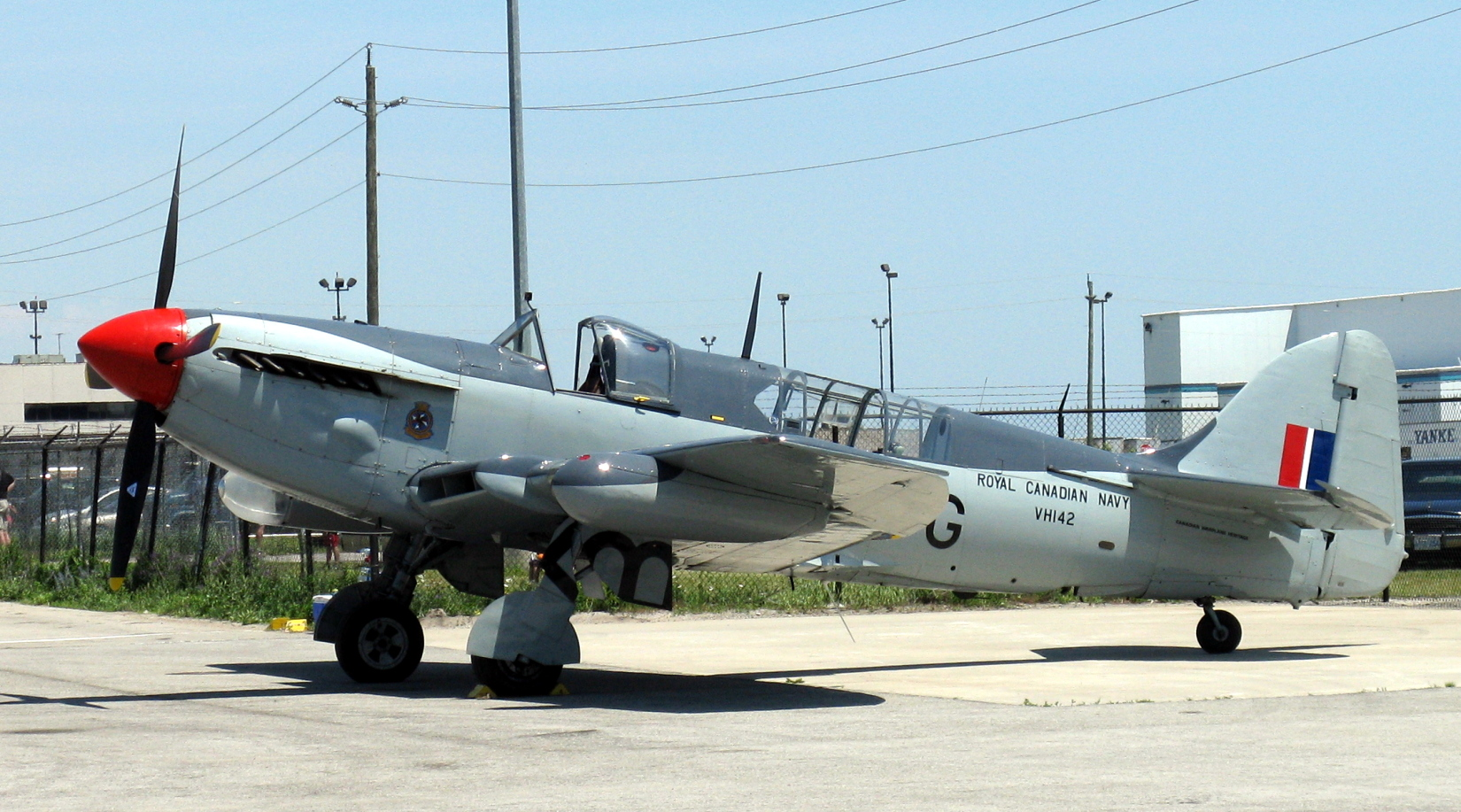
Wersja Mk 5 w barwach lotnictwa kanadyjskiego

W listopadzie 1945 roku 825. Dywizjon Lotnictwa Morskiego z kanadyjską załogą otrzymał samoloty Firefly i 24 stycznia 1946 roku jednostka została przekazana do składu Armii Kanadyjskiej. Jednostka operowała z samolotu HMCS Warrior. 31 marca 1946 roku okręt wpłynął do protu w Halifaksie, a maszyny przeleciały na lotnisko w Darmouth w Nowej Szkocji. 5 listopada 1946 roku HMCS Warrior wypłynął do Patrick Bay na Oceanie Spokojnym, a następnie powrócił do Halifaksu 27 marca 1947 roku. Otrzymano w tym czasie 14 kolejnych samolotów oraz reaktywowano 826. Dywizjon. Obydwie jednostki wykonywały loty z tego samego lotniskowca, a następnie zamieniono go na HMCS Magnificient. 12 lutego 1948 roku jeden samolot otrzymany z Anglii w wersji FR.4 posłużył to testów zimowych w Namao w Albercie. 24 maja 1948 roku otrzymano dodatkowe 12 sztuk FR.4 i cztery T.1 Wersja FR.4 została przekazana na wyposażenie do czasu przylotu wersji AS.5 gdzie służyły w 825. Dywizjonie Lotniczym w celu zastąpienia FR.I. Dziewięć z nich zwrócono 12 stycznia 1949 roku, dwa stracono w katastrofach. 16 lutego dostarczono zamówione AS.5 po przebudowie z FR.4 oraz siedem nowych. Po krótkim czasie użytkowania w listopadzie 1951 zostały wymienione na samoloty Avenger. Firefly były pierwszymi samolotami bojowymi, które użytkowała Kanadyjska Marynarka Wojenna. 1 marca 1954 roku nastąpiło oficjalnie zakończenie ich użytkowania. W 1952 roku przekazano cztery samoloty FR.I dla Danii, cztery AS.5 dla Holandii. W październiku 1952 roku cztery AS.5 sprzedano do Wielkiej Brytanii oraz dziewięć FR.I, trzy T.1 i dwa T.2 sprzedano do Etiopii w 1954 roku.

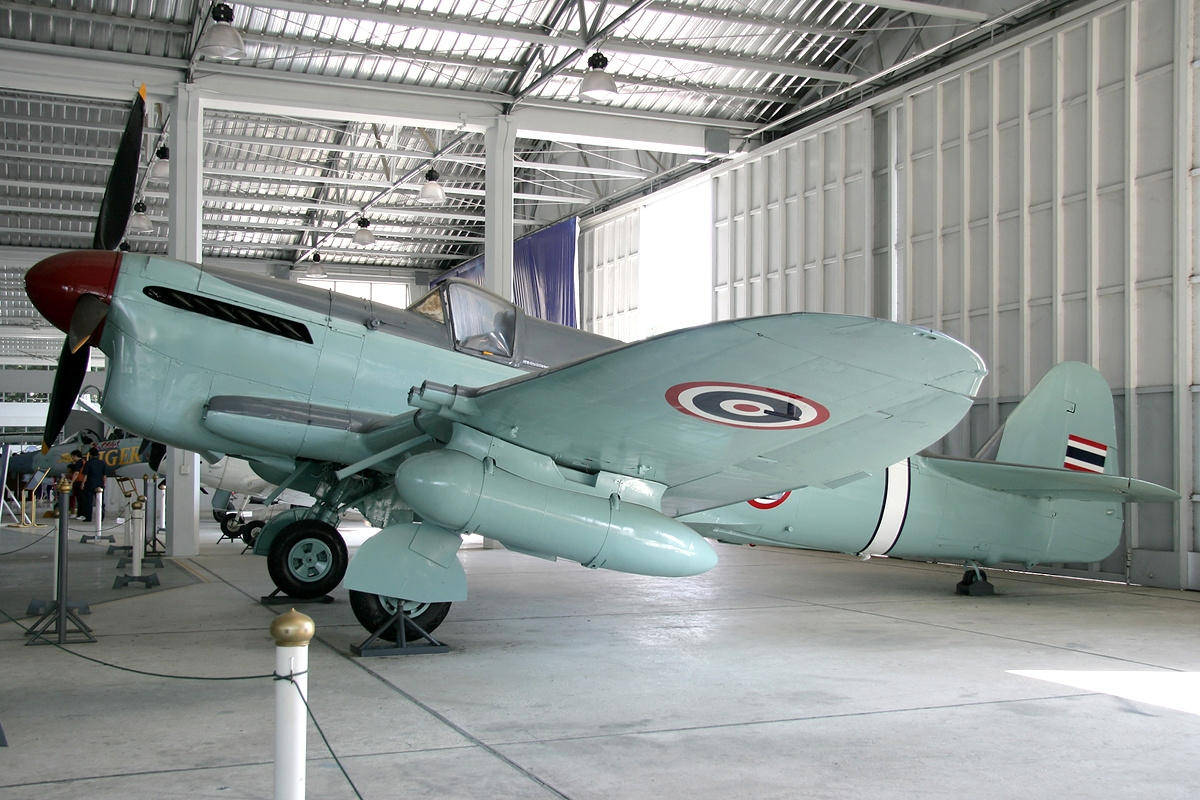
Fairey Firefly FR1 w barwach Królewskich Tajskich Sił Powietrznych

#### Szwecja
W 1948 roku prywatna firma Svensk Flygtjänst AB zakupiła 11 sztuk samolotów w wersji TT.1 w celu holowania celów powietrznych. Wynegocjowana cena wynosiła 8000 funtów szterlingów za samolot. Samoloty przeleciały do Szwecji przez Holandię i Danię. W latach 50 XX wieku zakupiono dodatkowo 5 samolotów, które przylatywały w 1953, 1955 i 1956 roku oraz od Danii odkupiono trzy samoloty w 1959 roku. Jeden stał się dawcą części zamiennych. Samoloty wylatały 33 000 godzin. Z całej ilości zakupionych samolotów aż dziewięć utracono w w wyniku katastrof. Decyzją szwedzkiego urzędu nadzoru lotniczego 17 października 1963 roku samoloty zostały uziemione. W kwietniu 1964 roku większość zezłomowano. Dwa samoloty odesłano do muzeum w Yeovilton w Anglii, jeden do Holandii i jeden do duńskiego muzeum.

#### Tajlandia
W kwietniu 1950 roku zakupiono 12 samolotów w wersji FR.I i dwa szkolne T.2. Po nieudanym zamachu stanu w czerwcu 1951 roku podjęto decyzję o likwidacji lotnictwa morskiego. Samoloty przejęto przez Królewskie Tajskie Siły Powietrzne, które nadało im oznaczenie B.J4. Przez brak części zamiennych służyły do 1955 roku. Jeden z egzemplarzy został w muzeum w Don Muang.

## Konstrukcja

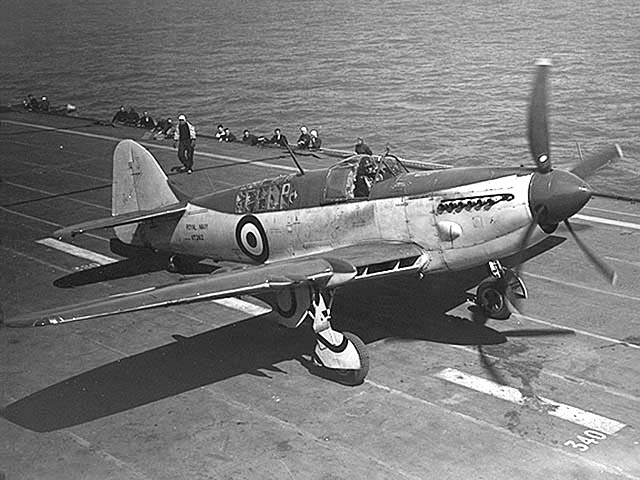
Firefly Mk IV na pokładzie lotniskowca

Samolot Fairey Firefly F Mk I był dwumiejscowym lub trzymiejscowym pokładowym samolotem myśliwskim, dolnopłatem o konstrukcji metalowej. Podwozie klasyczne, trójkołowe – chowane w locie przy pomocy hydrauliki w kierunku kadłuba Rozstał kół głównych 3.58 m. Koło ogonowe początkowo chowane do przodu. Przednie golenie z amortyzatorami olejowo-gazowymi. Dodatkowo zamontowany hak w celu operowania z lotniskowców. Napęd silnik rzędowy, śmigło trójłopatowe lub czteropłatowe.
W kadłubie o owalnym przekroju miał konstrukcję w większej części skorupową z pracującym pokryciem. Usztywnienie zapewniały cztery podłużnice i 22 węgary w kształcie litery U. Technologicznie kadłub to dwie połówki łączone z sobą pionowo. Pierwsza wręga to ściana ogniowa i mocowano do niej rurowe łoże silnika. Ogon posiadał konstrukcję kratownicową. Za silnikiem mieściła się kabina pilota, nieco nad skrzydłami. Osłonięta była nieruchomym wiatrochronem oraz przesuwaną w tył limuzyną. Za pilotem znajdował się zbiornik paliwa o pojemności 664 dm³. Łącznie samolot mógł brać 873 litry. W centropłacie umieszczono dodatkowo dwa zbiorniki 104,5 litra, następnie zmieniono je od wersji Mk IV na 209 litrów, oraz możliwość montażu dwóch dodatkowych zbiorników po 204,5 lub 409 litrów. Kabina obserwatora za krawędzią spływu skrzydeł. Osłona tylnej kabiny otwierała się w dół na lewą stronę lub odsuwano w tył.
Skrzydła proste ze wzniosem o obrysie półeliptycznym. Końcówki zaokrąglone lub proste. Centropłat o rozpiętości 4,10 m oraz dwie sekcje na zewnątrz składane ręcznie lub hydraulicznie w tył kadłuba. Założone były stabilizowane zastrzałami. Część centralna jest żebrowana z ośmioma żebrami po każdej stronie. W zewnętrznych sekcjach po 15 żeber. Lewa lotka z zastosowanym trymerem. Ustrzelenie klasyczne, wolnonośne o konstrukcji metalowej. Poziome stateczniki bez wzniosu o rozpiętości 4,88 m lub 5,49 m. Stery wysokości kryte blachą, a kierunku płótnem.
Wyposażenie radio-elektroniczne: radiostacja HF ARI 5206 w wersjach bojowych, VHF TR 5043, radionamiernik AN/ARR-2 lub AN/ARC-5, transponder identyfikacji swój-obcy AN/APX-1, APX-2 lub APX-6, radiowysokościomierz AN/APN-1 lub ARI 5284, radar poszukiwawczy AN/APS-4 lub ASV, radar ostrzegawczy ARI5664, wyrzutnie boi AN/CRT-1A, odbiornik sygnałów AN/ARR-3 i aparat fotograficzny AK-20.
Uzbrojenie to cztery stałe działka Hispano Mk II lub MK V kalibru 20 mm umieszczone po dwa w zewnętrznych skrzydłach. Taśma amunicji zasilająca po 175 sztuki do pary wewnątrz i po 145 nabojów do pary zewnątrz. Zaczepy pod skrzydłami pozwalają podwieszać osiem niekierowanych pocisków rakietowych o masie 11 lub 27 kg albo dwie bomby o masie po 113, 227 lub 454 kg.
| Wersja                                                | F/FR.I       | T.1/2            | FR.4/AS.5/6 | AS.7         |
| ----------------------------------------------------- | ------------ | ---------------- | ----------- | ------------ |
| Wymiary                                               |              |                  |             |              |
| Rozpiętość [m]:                                       | 13,56        | 13,56            | 12,55       | 13,56        |
| Długość [m]:                                          | 11,46        | 11,46            | 11,58       | 11,66        |
| Wysokość [m]:                                         | 4,14         | 4,14             | 4,24        | 4,04         |
| Powierzchnia nośna [m²]:                              | 30,47        | 30,47            | 30,66       | 31,77-31,82  |
| Masy:                                                 |              |                  |             |              |
| Własna [kg]:                                          | 4048-4423    | 4376-4388        | 4388-4472   | 4997         |
| Startowa [kg]:                                        | 5625         | 5663-5740        | 5773-6114   | 6337         |
| Maksymalna startowa [kg]                              | 6359-6758    | 6085-6632        | 7083-7301   | 7167         |
| Osiągi:                                               |              |                  |             |              |
| Prędkość maksymalna km/h Przy wysokości w metrach     | 507-513 4267 | 491-500 5029     | 591 4267    | 483-556 3277 |
| Prędkość maksymalna na wysokości 0 m w km/h           | 457          | 456              | 513         | bd.          |
| Prędkość wznoszenia w m/s                             | 9,1          | bd.              | 10,4        | 7,9          |
| Pułap Praktyczny w metrach:                           | 8534-8839    | 8656             | 8900-9723   | 7772         |
| Zasięg Maksymalny bez i z dodatkowym zbiornikiem w km | 1245 / 2195  | 1295 / 2092-2414 | 1223 / 2148 | 1384 / bd.   |

| Wersja | Liczba  | Numery ewidencyjne FAA | Uwagi                             |
| --- | ------- | --- | --------------------------------- |
| Mk I | 4       | Z1826-Z1829 | prototypy Mk I; produkcja FAC     |
| Mk I | 736     | Z1830-Z1845; Z1865-Z1914; Z1942-Z1986; Z2011-Z2058; Z2096-Z2120; DT931-DT939; DT974-DT991, DV117-DV134, DV147-DV150, MB378-MB419, MB433-MB449, MB460-MB479, MB492-MB536, MB549-MB593, MB613-MB649, MB662-MB703, MB717-MB758, PP391-PP437, PP456-PP497, PP523-PP567, PP-580-PP623, PP639-PP660, TW677-TW679 | seryjne F/FR/NF.I; produkcja FAC  |
| Mk I | [70]    | Z2059, Z060, Z2092-Z2095, Z2121-Z2126, DT926-DT930, DT950-DT961, DT992-DT998, DV112-DV116, DV135-DV146, MB450-MB459, TW680-TW686 | Anulowane; FAC                    |
| Mk I | 132     | DK414-DK462, DK476-DK513, DK525-DK569 |                                   |
| Mk I | [143]   | DK570, DK588-DK619, DK633-DK667, TW121-TW168, TW190-W216 | anulowane, GAL                    |
| Mk I | (38)    | Z1866, Z1893, Z1909, Z1943, Z1953, Z1980, Z2020, Z2021, Z2025, Z2027, Z2033, Z2054, Z2058, Z2108, Z2111, Z2119, DK429, DK445, DT974, DT975, DV132, MB433, MB473, MB750 (G-AHYA), PP458, PP492, PP497 i inne                                                                                                | T.1; konwersja z Mk I             |
| Mk I | (60-63) | Z2037, DK462, DK478, DK486, DK489, DK495, DK499, DK513, DK527, DK530, DK531, DK540, DK543, DK550, DK567, MB382, MB543, MB578, MB585, MB662, MB673, MB693, MB694, MB717, MB725, MB727, MB731, MB745, MB747, MB750, MB752, MB756, MB758, PP408, PP487, PP489, PP603, PP619 i inne                            | T.2; konwersja z Mk I             |
| Mk I | (50)    | DK566, DT976, PP411, PP425, PP433, PP435, PP478, PP485, PP491, PP523, PP609, PP610, PP657, i inne | T.3; konwersja z Mk I             |
| Mk I | (27)    | Z1842, Z1869, Z1908, Z2033, DK430, DK459, DK477, DK479, DK552, DK566, DK609, DT939, DT986, DT989, DV121, MB387, MB403, MB579, MB624, MB702, MB728, PP392, PP413, PP457, PP460, PP469, PP488 | TT.1; konwersja z Mk I            |
| Mk II | (39)    | Z1831, Z1833, Z1836, Z1840, Z1841, Z1845, Z1865, Z1868-Z1870, Z1874-Z1877, Z1894-Z1898, Z1971-Z1976, Z2045-Z2058 | NF.II; konwersja z Mk I           |
| Mk III | (1)     | Z1835 | prototyp Mk III; konwersja z Mk I |
| Mk III | [50]    | TK517-TK538; TK550-TK577 | F.III; anulowane; GAL             |
| Mk IV (4) | (1)     | Z1835, Z2118, MB649, PP482 | prototypu Mk IV, konwersja z Mk I |
| Mk IV (4) | 160     | TW687-TW699, TW715-TW754, VG957-VG999, VH121-VH144, K-31-K-70 (dla Holandii) | seryjne FR.4; produkcja FAC       |
| Mk IV (4) | [133]   | VH145-VH148; VH163-VH191; VH203-VH245; VH270-VH305, VH341-VH361 | anulowane; FAC                    |
| Mk IV (4) | [40]    | VF439-VF478 | anulowane; GAL                    |
| Mk IV (4) | (28)    | TW749; TW722, VG959; VG961; VG962; VG967; VG980; VG981; VG985; VG993; VH127; VH128; VH132 i inne | TT.4; konwersja z FR.4            |
| Mk 5 | 352     | VT362-VT381; VT392-VT441; VT458-VT504; VX371-VX396; VX413-VX438; WB243-WB272; WB281-WB316; WB330-WB382; WB391-WB440; K-71-K-84 (dla Holandii) | seryjne FR/NF/AS.5; produkcja FAC |
| Mk 5 | (11)    | VH125; VH130; VH134-VH142 | AS.5; konwersja z Mk 4            |
| Mk 5 | (4)     | VT440; VT502; VX373; VX375 | T.5; konwersja z Mk 5             |
| Mk 5 | (4)     | VX376; VX388; WB271; WB306 | TT.5; konwersja z Mk 5            |
| Mk 6 | 133     | WB505-WB510; WB516-WB523; WD824-WD872; WD878-WD923; WH627-WH632; WJ104-WJ121 | seryjne AS.6; produkcja FAC       |
| Mk 6 | [2]     | WD924; WD925 | anulowane; FAC                    |
| Mk 6 | (72)    | VT501; VT504; VX372; VX374; VX377, VX380; VX381; VX384-VX386; VX388; VX389; WB423; WB425-WB440 i inne | AS.6; konwersja z AS.5            |
| Mk 6 | (6)     | WB518; WD826; WD828; WD840; WD901; WJ109 | TT.6; konwersja z AS.6            |
| Mk 7 | (1)     | MB757 | prototyp Mk 7; konwersja z Mk I   |
| Mk 7 | 2       | WJ215; WJ216 | prototypy Mk 7; produkcja MAC     |
| Mk 7 | 149     | WJ146-WJ174; WJ187-WJ209; WK348-WK373; WM761-WM779; WM796-WM809; WM811-WM822; WM824-WM832; WM855; WM864-WM879 | seryjne AS/T.7; produckja FAC     |
| Mk 7 | [152]   | WP355-WP400; WP421-WP453; WP469-WP490; WV967-WV991; WW103-WW128 | anulowane; FAC                    |
| Mk 8 | 34      | WM810; WM823; WM856-WM863; WM880-WM899; WP351-WP354 | seryjne U.8; produkcja FAC        |
| Mk 8 | (6)     | WJ147; WJ149-WJ153 | U.8; konwersja z Mk 7             |
| Mk 9 | (1)     | VG964 | U.9; konwersja z Mk 4             |
| Mk 9 | (39)    | VT364; VT370; VT372; VT403; VT413; VT430; VT441; VT461; VT463; VT470; VT481; VT485; VT487; VT493; VT494; VT497; VX416; VX418; VX421; VX427; VX429; WB257; WB307; WB331; WB347; WB350; WB365; WB373; WB374; WB382; WB391; WB392; WB394; WB402; WB409-WB311; WB416                                           | U.9; konwersja z Mk 5             |
| Razem | 1702    | | 1570 FAC + 132 GAL                |
| Liczby bez nawiasów - wyprodukowane samoloty Liczby w okrągłych nawiasach - konwersja z innych wersji Liczby w nawiasach kwadratowych - zamówienia anulowane |         | |                                   |